# نقابة المنتجين الأمريكيين
نقابة منتجي أمريكا (بالإنجليزية: Producers Guild of America)‏ تختصر كـ PGA هي منظمة تجارية تمثل منتجي التلفزيون ومنتجي الأفلام ومنتجي الإعلام الجديد في الولايات المتحدة. وتشمل عضويتها أكثر من 7000 عضو من المؤسسة المنتجة من جميع أنحاء العالم. تقدم العديد من المزايا لأعضائها بما في ذلك التأمين الصحي وراتب التقاعد وندوات وبرامج التوجيه.

## وصلات خارجية
- الموقع الرسمي